# Saint-Paul-de-Fenouillet
Pour les articles homonymes, voir Saint-Paul et Fenouillet.
Saint-Paul-de-Fenouillet  (en occitan : Sant Pau de Fenolhet) est une commune française, située dans le nord du département des Pyrénées-Orientales en région Occitanie. Sur le plan historique et culturel, la commune est dans le Fenouillèdes, une dépression allongée entre les Corbières et les massifs pyrénéens recouvrant la presque totalité du bassin de l'Agly.
Exposée à un climat méditerranéen, elle est drainée par l'Agly, la Boulzane, la Maury et par divers autres petits cours d'eau. La commune possède un patrimoine naturel remarquable : un site Natura 2000 (les « Basses Corbières ») et six zones naturelles d'intérêt écologique, faunistique et floristique.
Saint-Paul-de-Fenouillet est une commune rurale qui compte 1 740 habitants en 2022. Elle fait partie de l'aire d'attraction de Perpignan. Ses habitants sont appelés les Saint-Paulais ou  Saint-Paulaises.

## Géographie

### Localisation
La commune de Saint-Paul-de-Fenouillet se trouve dans le département des Pyrénées-Orientales, en région Occitanie.
Elle se situe à 34 km à vol d'oiseau de Perpignan, préfecture du département, à 23 km de Prades, sous-préfecture, et à 30 km de Rivesaltes, bureau centralisateur du canton de la Vallée de l'Agly dont dépend la commune depuis 2015 pour les élections départementales.
La commune fait en outre partie du bassin de vie d'Ille-sur-Têt.
Les communes les plus proches sont : 
Lesquerde (2,2 km), Saint-Arnac (3,9 km), Saint-Martin-de-Fenouillet (4,1 km), Ansignan (5,6 km), Feilluns (5,7 km), Le Vivier (6,0 km), Prugnanes (6,1 km), Fosse (6,5 km).
Sur le plan historique et culturel, Saint-Paul-de-Fenouillet fait partie du Fenouillèdes, une dépression allongée entre les Corbières et les massifs pyrénéens recouvrant la presque totalité du bassin de l'Agly. Ce territoire est culturellement une zone de langue occitane.

### Communes limitrophes
Les communes limitrophes sont Cubières-sur-Cinoble, Duilhac-sous-Peyrepertuse, Soulatgé, Maury, Lesquerde, Saint-Martin-de-Fenouillet, Fosse, Caudiès-de-Fenouillèdes et Prugnanes.

### Géologie et relief
La commune a été l'épicentre d'un tremblement de terre le 18 février 1996, de magnitude 5,6. Légers dégâts - Étude scientifique.
La commune est classée en zone de sismicité 3, correspondant à une sismicité modérée.

### Climat
Pour des articles plus généraux, voir Climat de l'Occitanie et Climat des Pyrénées-Orientales.
En 2010, le climat de la commune est de type climat méditerranéen franc, selon une étude du CNRS s'appuyant sur une série de données couvrant la période 1971-2000. En 2020, Météo-France publie une typologie des climats de la France métropolitaine dans laquelle la commune est dans une zone de transition entre le climat de montagne et le climat méditerranéen et est dans la région climatique Pyrénées orientales, caractérisée par une faible pluviométrie, un très bon ensoleillement (2 600 h/an), un air sec, particulièrement en hiver et peu de brouillards.
Pour la période 1971-2000, la température annuelle moyenne est de 13,7 °C, avec une amplitude thermique annuelle de 15 °C. Le cumul annuel moyen de précipitations est de 792 mm, avec 8,2 jours de précipitations en janvier et 4 jours en juillet. Pour la période 1991-2020, la température moyenne annuelle observée sur la station météorologique installée sur la commune est de 14,7 °C et le cumul annuel moyen de précipitations est de 765,9 mm,. Pour l'avenir, les paramètres climatiques de la commune estimés pour 2050 selon différents scénarios d’émission de gaz à effet de serre sont consultables sur un site dédié publié par Météo-France en novembre 2022.
| Mois                                  | jan.          | fév.          | mars          | avril         | mai           | juin          | jui.          | août          | sep.          | oct.          | nov.          | déc.          | année     |
| ------------------------------------- | ------------- | ------------- | ------------- | ------------- | ------------- | ------------- | ------------- | ------------- | ------------- | ------------- | ------------- | ------------- | --------- |
| Température minimale moyenne (°C)     | 3,8           | 3,4           | 5,9           | 8,4           | 11,6          | 15,2          | 17,7          | 17,2          | 14,5          | 11,5          | 7,2           | 4,1           | 10        |
| Température moyenne (°C)              | 7,5           | 7,7           | 10,3          | 13,3          | 16,4          | 20,5          | 23,4          | 22,9          | 19,8          | 15,9          | 11            | 7,9           | 14,7      |
| Température maximale moyenne (°C)     | 11,1          | 11,9          | 14,8          | 18,3          | 21,3          | 25,9          | 29            | 28,6          | 25            | 20,3          | 14,7          | 11,8          | 19,4      |
| Record de froid (°C) date du record   | −5,2 19.01.17 | −7,3 08.02.12 | −2,3 10.03.10 | −0,4 08.04.21 | 2,6 04.05.10  | 7,2 12.06.19  | 11,2 02.07.22 | 10,9 16.08.08 | 6,3 27.09.12  | 0,5 30.10.12  | −3,6 28.11.13 | −5,3 12.12.12 | −7,3 2012 |
| Record de chaleur (°C) date du record | 21,1 31.01.13 | 26,5 27.02.19 | 25,7 13.03.09 | 31,6 09.04.11 | 33,3 25.05.17 | 39,7 17.06.22 | 39,5 16.07.22 | 40,1 23.08.23 | 35,9 04.09.16 | 30,6 03.10.11 | 25 02.11.11   | 21,2 23.12.22 | 40,1 2023 |
| Précipitations (mm)                   | 98,4          | 63,6          | 99,9          | 68,8          | 59,8          | 32,8          | 23,6          | 23,9          | 45,8          | 70,5          | 109,2         | 69,6          | 765,9     |

### Milieux naturels et biodiversité

#### Réseau Natura 2000

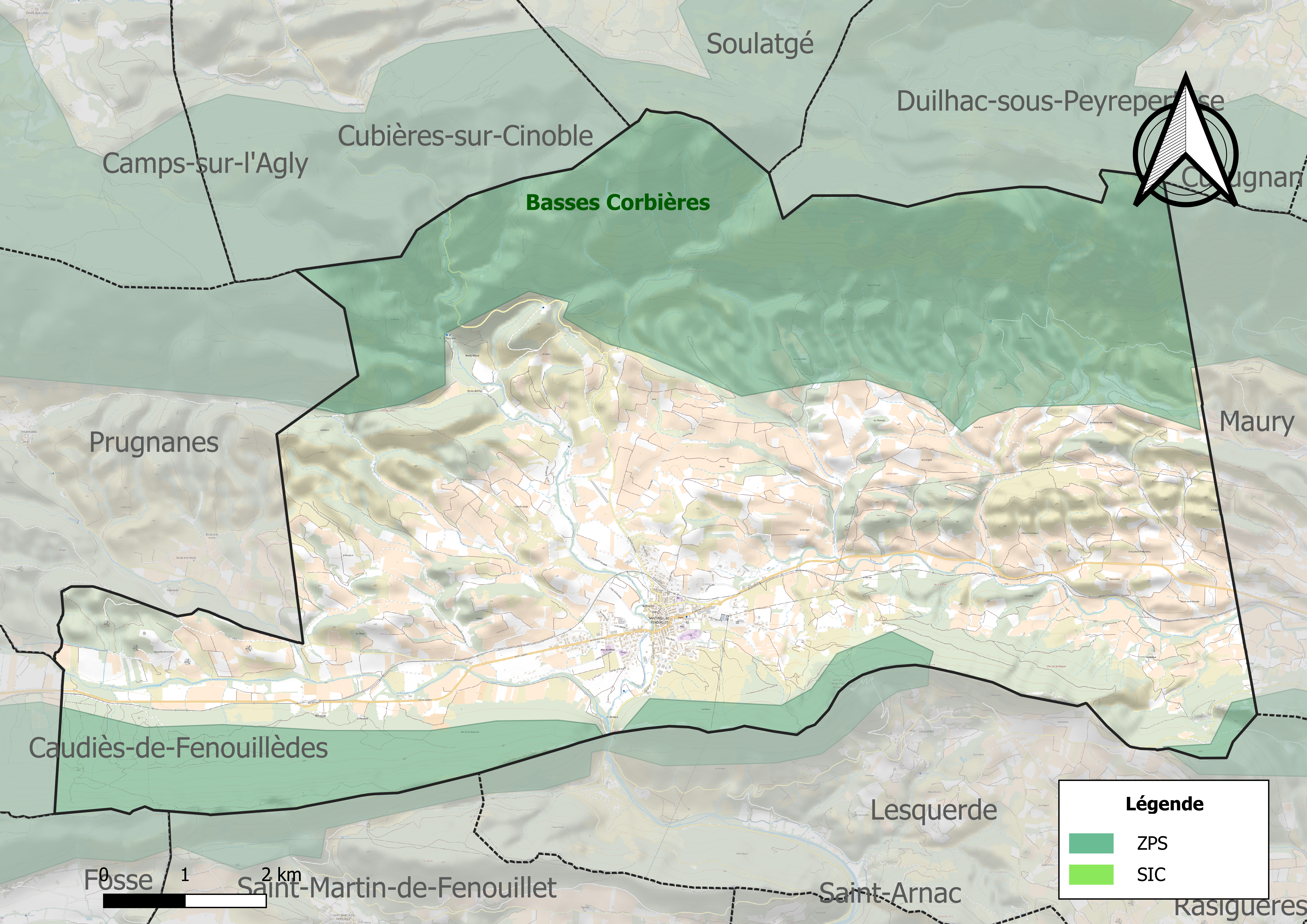
Sites Natura 2000 sur le territoire communal.

Le réseau Natura 2000 est un réseau écologique européen de sites naturels d'intérêt écologique élaboré à partir des directives habitats et oiseaux, constitué de zones spéciales de conservation (ZSC) et de zones de protection spéciale (ZPS).
Un site Natura 2000 a été défini sur la commune au titre  de la directive oiseaux : 0, d'une superficie de 29 495 ha, sont un site important pour la conservation des rapaces : l'Aigle de Bonelli, l’'Aigle royal, le 'Grand-duc d’Europe, le 'Circaète Jean-le-Blanc, le 'Faucon pèlerin, le 'Busard cendré, l’'Aigle botté.

#### Zones naturelles d'intérêt écologique, faunistique et floristique
L’inventaire des zones naturelles d'intérêt écologique, faunistique et floristique (ZNIEFF) a pour objectif de réaliser une couverture des zones les plus intéressantes sur le plan écologique, essentiellement dans la perspective d’améliorer la connaissance du patrimoine naturel national et de fournir aux différents décideurs un outil d’aide à la prise en compte de l’environnement dans l’aménagement du territoire.
Quatre ZNIEFF de type 1 sont recensées sur la commune :
- la « crête de la Quille » (1 391 ha), couvrant 4 communes dont deux dans l'Aude et deux dans les Pyrénées-Orientales[18] ;
- les « gorges de Galamus et massif du pech d'Auroux » (1 008 ha), couvrant 4 communes dont trois dans l'Aude et une dans les Pyrénées-Orientales[19] ;

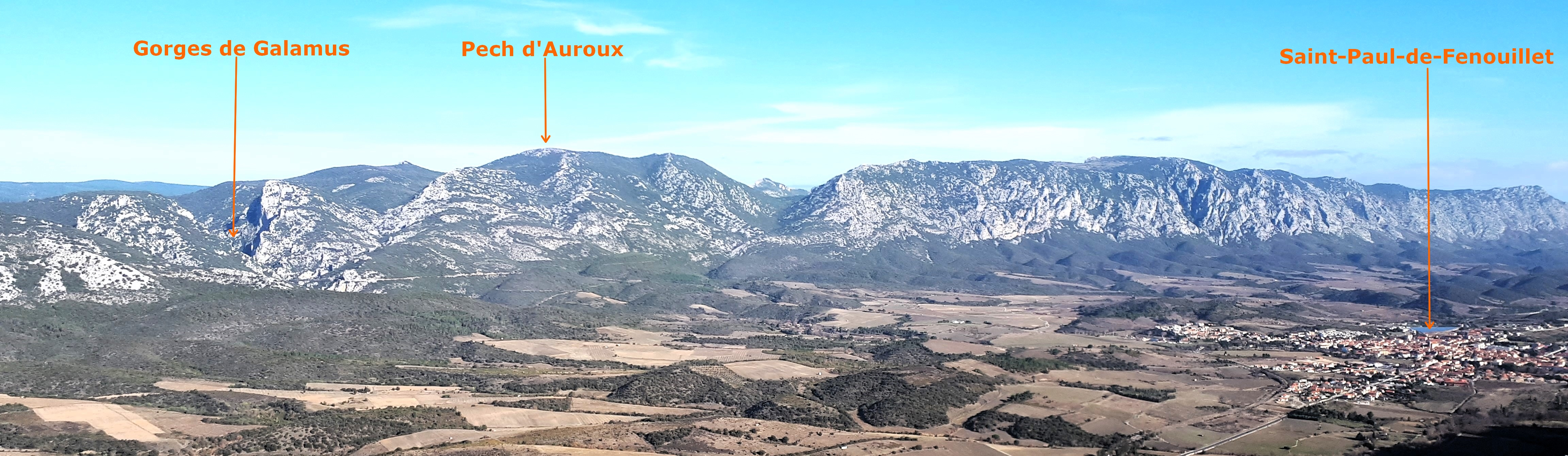
Saint-Paul-de-Fenouillet, les gorges de Galamus et le massif du pech d'Auroux.

- la « plaine de l'aérodrome de Saint-Paul-de-Fenouillet » (46 ha)[20] ;
- la « serre de la clue de la Fou » (465 ha), couvrant 3 communes du département[21] ;

et deux ZNIEFF de type 2, : 
- le « massif du Fenouillèdes » (34 157 ha), couvrant 40 communes dont une dans l'Aude et 39 dans les Pyrénées-Orientales[22] ;
- le « massif du Fenouillèdes septentrional » (14 046 ha), couvrant 14 communes dont neuf dans l'Aude et cinq dans les Pyrénées-Orientales[23].

Carte des ZNIEFF de type 1 et 2 à Saint-Paul-de-Fenouillet.
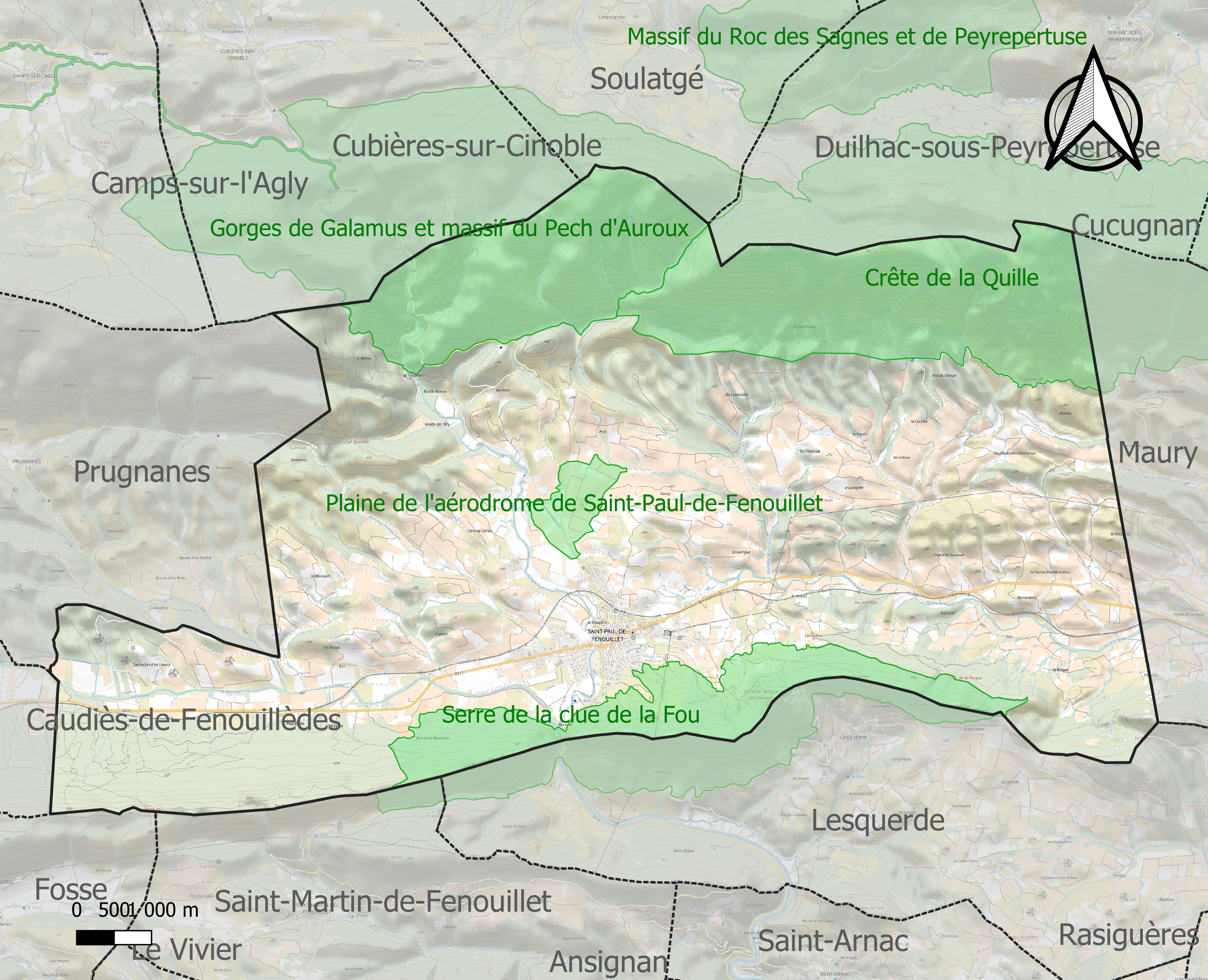
Carte des ZNIEFF de type 1 sur la commune.
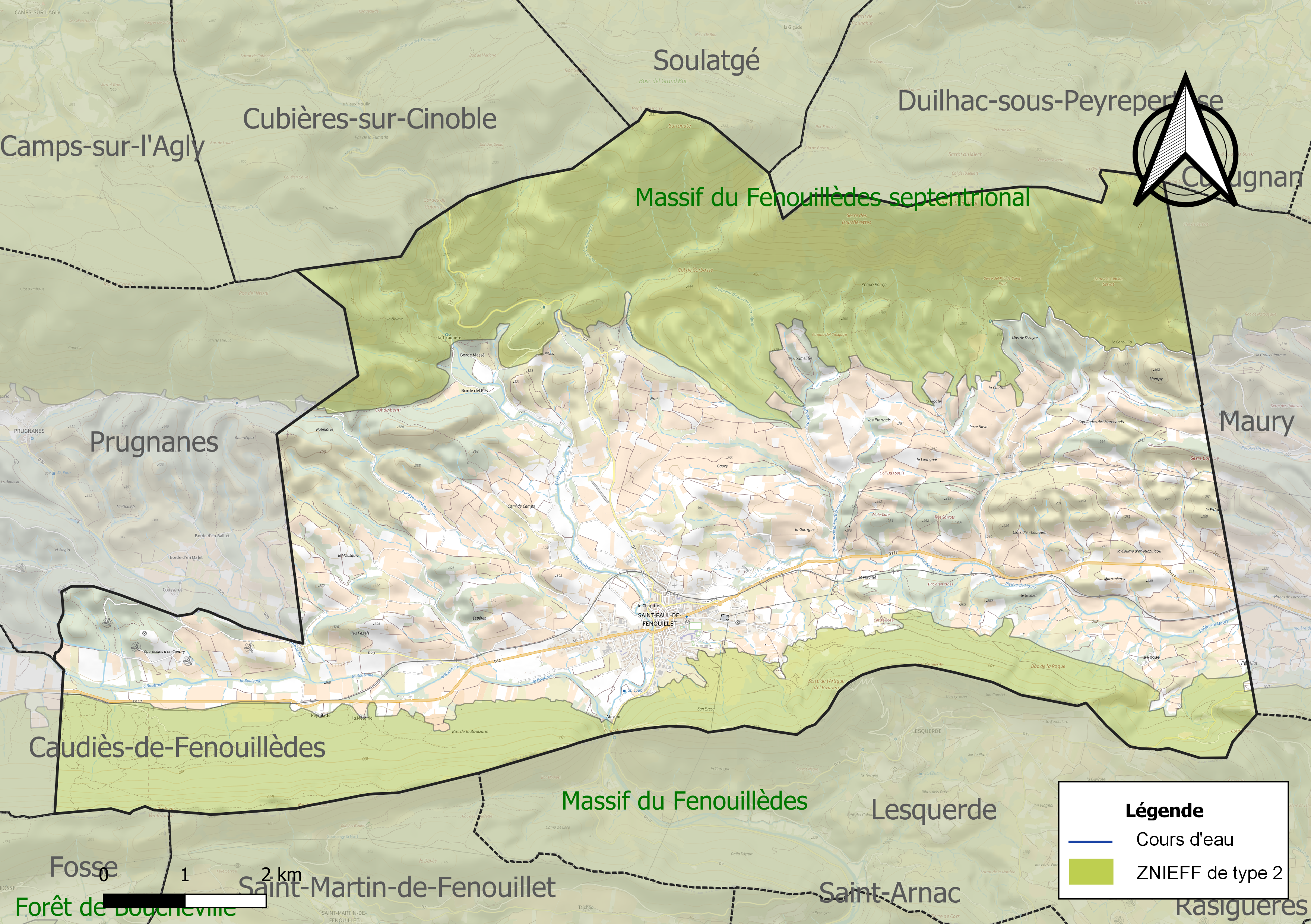
Carte des ZNIEFF de type 2 sur la commune.

## Urbanisme

### Typologie
Au 1er janvier 2024, Saint-Paul-de-Fenouillet est catégorisée bourg rural, selon la nouvelle grille communale de densité à sept niveaux définie par l'Insee en 2022.
Elle est située hors unité urbaine. Par ailleurs la commune fait partie de l'aire d'attraction de Perpignan, dont elle est une commune de la couronne,. Cette aire, qui regroupe 118 communes, est catégorisée dans les aires de 200 000 à moins de 700 000 habitants,.

### Occupation des sols

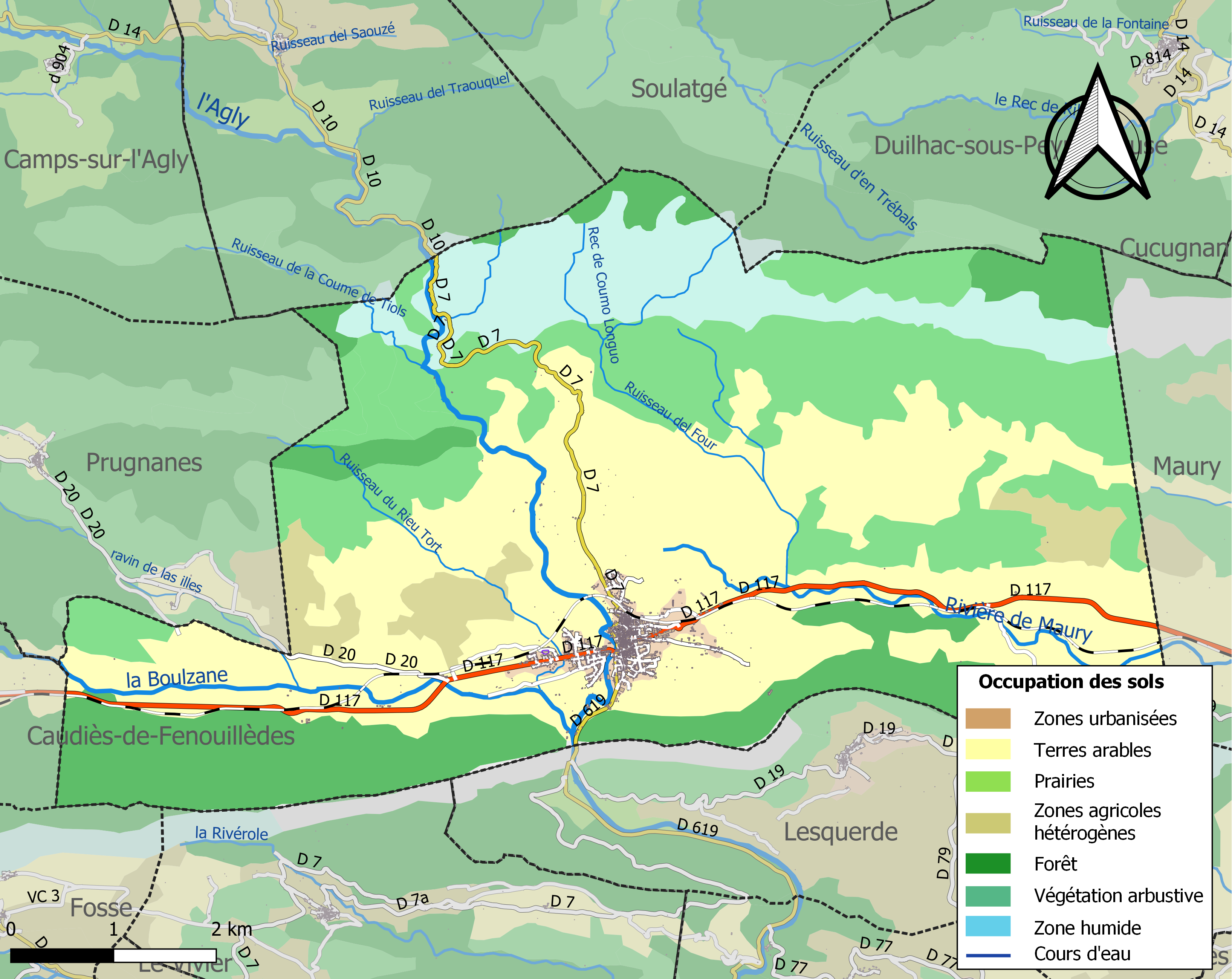
Carte des infrastructures et de l'occupation des sols de la commune en 2018 (CLC).

L'occupation des sols de la commune, telle qu'elle ressort de la base de données européenne d’occupation biophysique des sols Corine Land Cover (CLC), est marquée par l'importance des forêts et milieux semi-naturels (53,8 % en 2018), une proportion identique à celle de 1990 (53,8 %). La répartition détaillée en 2018 est la suivante : 
cultures permanentes (40,4 %), milieux à végétation arbustive et/ou herbacée (23,8 %), forêts (19 %), espaces ouverts, sans ou avec peu de végétation (10,9 %), zones agricoles hétérogènes (3,9 %), zones urbanisées (2 %). L'évolution de l’occupation des sols de la commune et de ses infrastructures peut être observée sur les différentes représentations cartographiques du territoire : la carte de Cassini (XVIIIe siècle), la carte d'état-major (1820-1866) et les cartes ou photos aériennes de l'IGN pour la période actuelle (1950 à aujourd'hui).

### Voies de communication et transports
- Gare de Saint-Paul-de-Fenouillet[25]

La ligne 500 (Quillan - Perpignan) du réseau régional liO assure la desserte de la commune.

### Risques majeurs
Le territoire de la commune de Saint-Paul-de-Fenouillet est vulnérable à différents aléas naturels : inondations, climatiques (grand froid ou canicule), feux de forêts, mouvements de terrains et séisme (sismicité modérée). Il est également exposé à un risque technologique, le transport de matières dangereuses, et à deux risques particuliers, les risques radon et minier,.

#### Risques naturels
Certaines parties du territoire communal sont susceptibles d’être affectées par le risque d’inondation par crue torrentielle de cours d'eau du bassin de l'Agly.
Les mouvements de terrains susceptibles de se produire sur la commune sont soit des mouvements liés au retrait-gonflement des argiles, soit des glissements de terrains, soit des chutes de blocs, soit des effondrements liés à des cavités souterraines. Une cartographie nationale de l'aléa retrait-gonflement des argiles permet de connaître les sols argileux ou marneux susceptibles vis-à-vis de ce phénomène. L'inventaire national des cavités souterraines permet par ailleurs de localiser celles situées sur la commune.

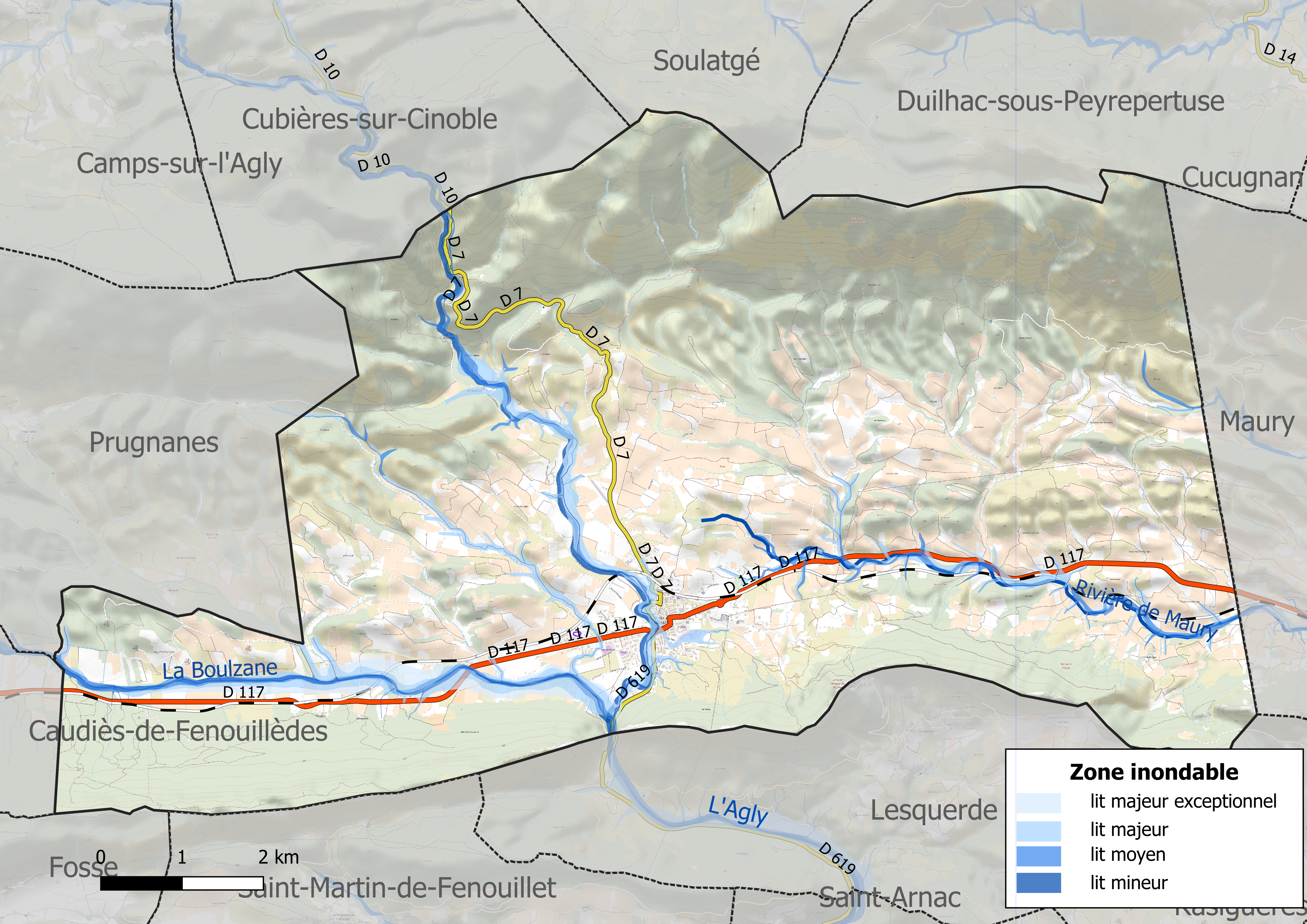
Carte des zones inondables.
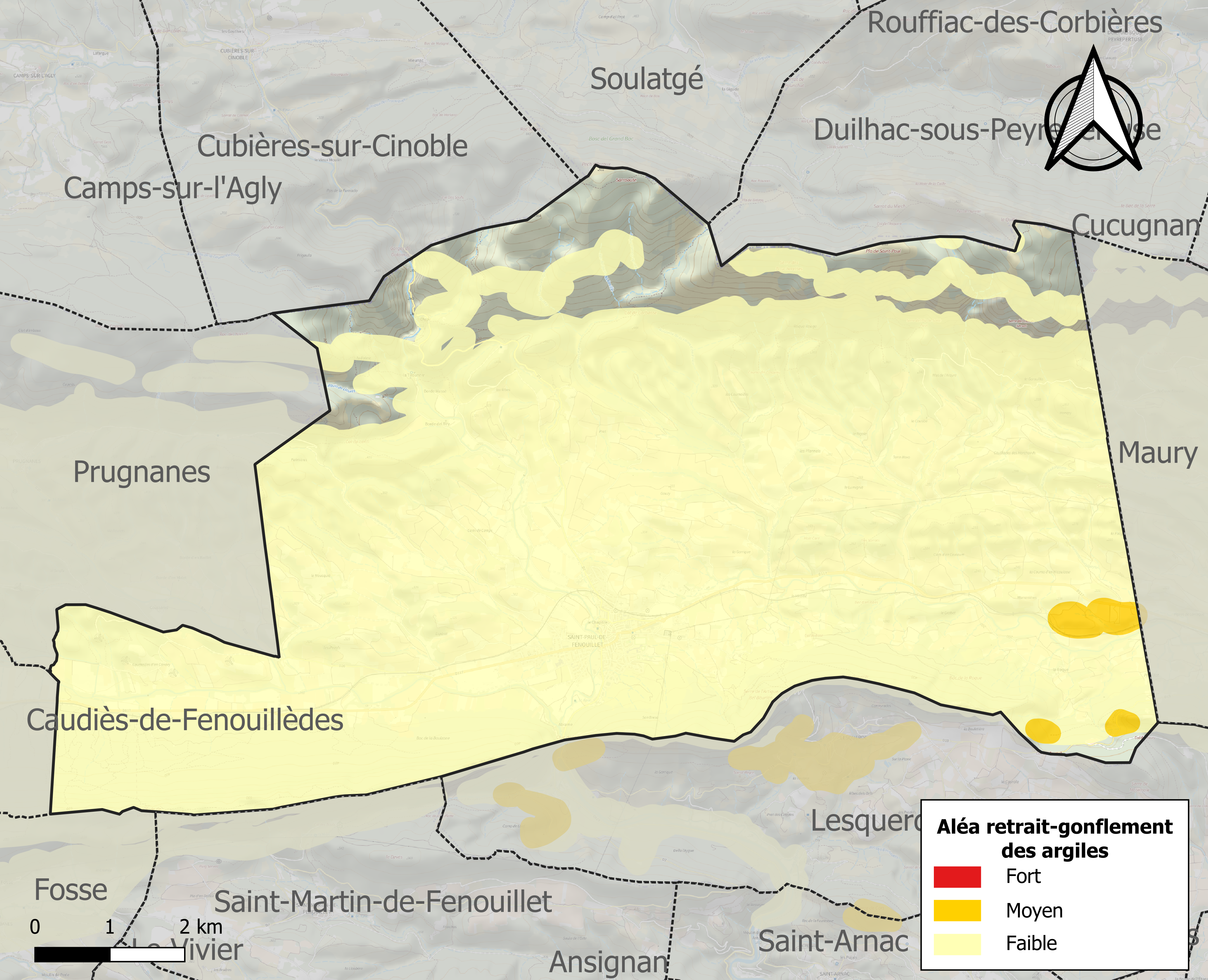
Carte des zones d'aléa retrait-gonflement des argiles.

#### Risques technologiques
Le risque de transport de matières dangereuses sur la commune est lié à sa traversée par une route à fort trafic. Un accident se produisant sur une telle infrastructure est en effet susceptible d’avoir des effets graves au bâti ou aux personnes jusqu’à 350 m, selon la nature du matériau transporté. Des dispositions d’urbanisme peuvent être préconisées en conséquence.

#### Risque particulier
La commune est concernée par le risque minier, principalement lié à l’évolution des cavités souterraines laissées à l’abandon et sans entretien après l’exploitation des mines.
Dans plusieurs parties du territoire national, le radon, accumulé dans certains logements ou autres locaux, peut constituer une source significative d’exposition de la population aux rayonnements ionisants. Toutes les communes du département sont concernées par le risque radon à un niveau plus ou moins élevé. Selon la classification de 2018, la commune de Saint-Paul-de-Fenouillet est classée en zone 2, à savoir zone à potentiel radon faible mais sur lesquelles des facteurs géologiques particuliers peuvent faciliter le transfert du radon vers les bâtiments.

## Toponymie
Formes du nom
Le lieu correspond peut-être à Villare Monedarias, mentionné en 842. Au Xe siècle, on rencontre le monsaterium Monisatem in honore S. Paulus de Vallasol, puis au XIe siècle coenobium S. Pauli in valle Ausoli et S. Paulus de Vallosol, au XIIe siècle S. Pauli Valolas, au XIVe siècle S. Paulo Fenoledesii, au XVIIe siècle Sancto Paulo Fenolhetensi et Saint Paul de Fenolledes et enfin à partir du XVIIIe siècle Saint Paul de Fenouilhedes ou de Fenouillet.
Le nom de la commune en occitan est Sant Pau de Fenolhet et en catalan Sant Pau de Fenollet.

## Histoire
Autrefois habité par des humains de la Préhistoire, le site des "gorges de Galamus", site naturel classé et protégé, fut sans doute le premier lieu habité de Saint-Paul. Ces grottes calcaires percent à cet endroit des parois vertigineuses
Les grottes de Galamus, dès le VIIe siècle auraient été un refuge pour les ermites. Ceux-ci vécurent dans la prière et l'abstinence. Ils placèrent le site sous la protection de saint Antoine le Grand, patriarche des moines du désert. Ces lieux, aménagés au XVe siècle par les franciscains, sont devenus un lieu de pèlerinage traditionnel les lundis de Pâques, celui des lundis de Pentecôte attirant des croyants jusqu’en Catalogne.
Un sceau découvert sur le territoire de Saint-Paul atteste du passage des armées musulmanes vers l'année 720.
Le monastère de Saint-Paul est documenté en 961 dans un procès puis en 966 dans le testament de Sunifred II comte de Cerdagne, qui possède par ailleurs le territoire de la vicomté de Fenouillèdes où se trouve le monastère. "Monisat" ou "Monedarias" serait le premier nom de la localité. Elle est donnée en l'an 1000 par Bernard Ier de Besalú à Saint-Michel de Cuxà avant de devenir une dépendance de l'abbaye de Joucou en Pays de Sault. Elle change encore plusieurs fois d'autorité passant notamment sous Saint-Pierre de Moissac et Sante-Marie d'Alet. En 1173, le vicomte Arnaud Ier de Fenouillet fait fortifier la ville et entre en conflit avec l'abbaye d'Alet.
L'abbaye est transformée en église collégiale en 1317, situation matérialisée par la construction de l'actuelle église du chapitre de Saint-Paul.
Sur le territoire de la commune actuelle, l'église Saint-Pierre de Peyrelade est une possession de l'abbaye de Saint-Martin-Lys au moins depuis 927. En 1271, l'archevêque de Narbonne récupère la seigneurie.

## Politique et administration

### Canton
La commune est le chef-lieu du canton éponyme, qui dépend de la deuxième circonscription des Pyrénées-Orientales dont le député est Fernand Siré (UMP, maire de Saint-Laurent-de-la-Salanque).

### Liste des maires
| Période        | Période        | Identité            | Étiquette | Qualité                     |
| -------------- | -------------- | ------------------- | --------- | --------------------------- |
|                | 1983           | Roland Gandou       | DVG       |                             |
| 1983           | 1995           | Pierre Estève       | PS        | Notaire, Député (1988-1993) |
| mars 2001      | mars 2014      | Bernard Foulquier,  |           |                             |
| mars 2014      | septembre 2020 | Jacques Bayona      |           |                             |
| septembre 2020 | mars 2021      | Délégation spéciale |           |                             |
| mars 2021      | En cours       | Jacques Bayona      | MoDem     |                             |

## Population et société

### Démographie ancienne
La population est exprimée en nombre de feux (f) ou d'habitants (H).
| 1693  | 1709  | 1720  | 1744  | 1774  | 1788    | 1789  |
| ----- | ----- | ----- | ----- | ----- | ------- | ----- |
| 180 f | 179 f | 179 f | 700 H | 211 f | 1 180 H | 325 f |

### Démographie contemporaine
L'évolution du nombre d'habitants est connue à travers les recensements de la population effectués dans la commune depuis 1793. Pour les communes de moins de 10 000 habitants, une enquête de recensement portant sur toute la population est réalisée tous les cinq ans, les populations de référence des années intermédiaires étant quant à elles estimées par interpolation ou extrapolation. Pour la commune, le premier recensement exhaustif entrant dans le cadre du nouveau dispositif a été réalisé en 2005.

En 2022, la commune comptait 1 740 habitants, en évolution de −4,08 % par rapport à 2016 (Pyrénées-Orientales : +3,92 %, France hors Mayotte : +2,11 %).
| 1793  | 1800  | 1806  | 1821  | 1831  | 1836  | 1841  | 1846  | 1851  |
| ----- | ----- | ----- | ----- | ----- | ----- | ----- | ----- | ----- |
| 1 235 | 1 340 | 1 405 | 1 552 | 1 743 | 1 845 | 1 928 | 2 058 | 2 054 |

| 1856  | 1861  | 1866  | 1872  | 1876  | 1881  | 1886  | 1891  | 1896  |
| ----- | ----- | ----- | ----- | ----- | ----- | ----- | ----- | ----- |
| 2 164 | 2 186 | 2 231 | 2 173 | 2 297 | 2 340 | 2 250 | 2 280 | 2 004 |

| 1901  | 1906  | 1911  | 1921  | 1926  | 1931  | 1936  | 1946  | 1954  |
| ----- | ----- | ----- | ----- | ----- | ----- | ----- | ----- | ----- |
| 2 310 | 1 878 | 1 905 | 2 037 | 2 025 | 2 070 | 1 964 | 2 004 | 2 064 |

| 1962  | 1968  | 1975  | 1982  | 1990  | 1999  | 2005  | 2006  | 2010  |
| ----- | ----- | ----- | ----- | ----- | ----- | ----- | ----- | ----- |
| 2 436 | 2 635 | 2 531 | 2 350 | 2 214 | 1 858 | 1 938 | 1 920 | 1 879 |

| 2015  | 2020  | 2022  | - | - | - | - | - | - |
| ----- | ----- | ----- | - | - | - | - | - | - |
| 1 812 | 1 779 | 1 740 | - | - | - | - | - | - |

| selon la population municipale des années : | 1968 | 1975 | 1982 | 1990 | 1999 | 2006 | 2009 | 2013 |
| Rang de la commune dans le département      | 15   | 21   | 28   | 33   | 51   | 55   | 55   | 60   |
| Nombre de communes du département           | 232  | 217  | 220  | 225  | 226  | 226  | 226  | 226  |

### Manifestations culturelles et festivités
- Fête communale : Pentecôte[49] ;
- Pèlerinages à l'ermitage Saint-Antoine de Galamus : lundi de Pâques et lundi de Pentecôte[49] ;
- Foires : 15 mars, Pentecôte, 15 septembre, 20 novembre[49] ;
- Marché : mercredi et samedi[49].

### Sports
- Club Tennis
- Club Nautique
- Club de Rugby à XIII : Fenouillèdes XIII

## Économie

### Revenus
En 2018, la commune compte 841 ménages fiscaux, regroupant 1 704 personnes. La médiane du revenu disponible par unité de consommation est de 16 390 € (19 350 € dans le département).

### Emploi
|                | 2008   | 2013   | 2018   |
| -------------- | ------ | ------ | ------ |
| Commune        | 12,8 % | 16,2 % | 15 %   |
| Département    | 10,3 % | 12,9 % | 13,3 % |
| France entière | 8,3 %  | 10 %   | 10 %   |

En 2018, la population âgée de 15 à 64 ans s'élève à 954 personnes, parmi lesquelles on compte 68 % d'actifs (53,1 % ayant un emploi et 15 % de chômeurs) et 32 % d'inactifs,. Depuis 2008, le taux de chômage communal (au sens du recensement) des 15-64 ans est supérieur à celui de la France et du département.
La commune fait partie de la couronne de l'aire d'attraction de Perpignan, du fait qu'au moins 15 % des actifs travaillent dans le pôle,. Elle compte 599 emplois en 2018, contre 539 en 2013 et 568 en 2008. Le nombre d'actifs ayant un emploi résidant dans la commune est de 512, soit un indicateur de concentration d'emploi de 117 % et un taux d'activité parmi les 15 ans ou plus de 42,4 %.
Sur ces 512 actifs de 15 ans ou plus ayant un emploi, 336 travaillent dans la commune, soit 66 % des habitants. Pour se rendre au travail, 68,3 % des habitants utilisent un véhicule personnel ou de fonction à quatre roues, 2,2 % les transports en commun, 20,4 % s'y rendent en deux-roues, à vélo ou à pied et 9,2 % n'ont pas besoin de transport (travail au domicile).

### Activités hors agriculture

#### Secteurs d'activités
164 établissements sont implantés  à Saint-Paul-de-Fenouillet au 31 décembre 2019. Le tableau ci-dessous en détaille le nombre par secteur d'activité et compare les ratios avec ceux du département,.
| Secteur d'activité                                                                                        | Commune | Commune | Département |
| Secteur d'activité                                                                                        | Nombre  | %       | %           |
| --- | ------- | ------- | ----------- |
| Ensemble                                                                                                  | 164     |         |             |
| Industrie manufacturière, industries extractives et autres                                                | 22      | 13,4 %  | (8,7 %)     |
| Construction                                                                                              | 25      | 15,2 %  | (14,3 %)    |
| Commerce de gros et de détail, transports, hébergement et restauration                                    | 55      | 33,5 %  | (30,5 %)    |
| Activités financières et d'assurance                                                                      | 8       | 4,9 %   | (3 %)       |
| Activités immobilières                                                                                    | 7       | 4,3 %   | (6,2 %)     |
| Activités spécialisées, scientifiques et techniques et activités de services administratifs et de soutien | 11      | 6,7 %   | (13 %)      |
| Administration publique, enseignement, santé humaine et action sociale                                    | 26      | 15,9 %  | (13,9 %)    |
| Autres activités de services                                                                              | 10      | 6,1 %   | (8,5 %)     |

Le secteur du commerce de gros et de détail, des transports, de l'hébergement et de la restauration est prépondérant sur la commune puisqu'il représente 33,5 % du nombre total d'établissements de la commune (55 sur les 164 entreprises implantées  à Saint-Paul-de-Fenouillet), contre 30,5 % au niveau départemental.

#### Entreprises et commerces
Les cinq entreprises ayant leur siège social sur le territoire communal qui génèrent le plus de chiffre d'affaires en 2020 sont : 
- Saint Paul Distribution, supermarchés (8 294 k€) ;
- Pech Prestation Service, activités de soutien aux cultures (1 431 k€) ;
- Fourc, travaux de maçonnerie générale et gros œuvre de bâtiment (145 k€) ;
- Gazeu, travaux d'installation électrique dans tous locaux (125 k€) ;
- Themax, restauration de type rapide (79 k€).

Par ailleurs :
- Les Editions de l'Agly, dirigées par Lucile Negel ;
- Les Editions Anna Polèrica, dirigées par Marie Ricard et Jean-Marc Queffélec. Auteurs : Alan Vega, Julian Schnabel, Henry Rollins, Richard Hell, Tom Verlaine[51].

### Agriculture
La commune est dans les « Corbières du Roussillon », une petite région agricole occupant le nord du département des Pyrénées-Orientales. En 2020, l'orientation technico-économique de l'agriculture  sur la commune est la viticulture.
|               | 1988  | 2000 | 2010 | 2020 |
| ------------- | ----- | ---- | ---- | ---- |
| Exploitations | 257   | 107  | 59   | 58   |
| SAU (ha)      | 1 122 | 866  | 735  | 688  |

Le nombre d'exploitations agricoles en activité et ayant leur siège dans la commune est passé de 257 lors du recensement agricole de 1988  à 107 en 2000 puis à 59 en 2010 et enfin à 58 en 2020, soit une baisse de 77 % en 32 ans. Le même mouvement est observé à l'échelle du département qui a perdu pendant cette période 73 % de ses exploitations,. La surface agricole utilisée sur la commune a également diminué, passant de 1 122 ha en 1988 à 688 ha en 2020. Parallèlement la surface agricole utilisée moyenne par exploitation a augmenté, passant de 4 à 12 ha.

## Culture locale et patrimoine

### Monuments et lieux touristiques
Le centre-ville de Saint-Paul, en forme typique « en parapluie », voit ses rues converger vers l'église du XIVe siècle, dédiée à Saint-Pierre. Son clocher est habillé d'un campanile en fer forgé et possède un très beau retable du XVIIe siècle parfaitement conservé.
Le bâtiment le plus symbolique de Saint-Paul est son église du chapitre ( Classé MH (1989)), et surtout le clocheton du XVIIe siècle qui surplombe sa chapelle. Cette collégiale, très riche jusqu'à la fin du XVIIIe siècle, fut vendue comme bien national à la Révolution française et transformée en appartements privés. Elle est ornée de gypseries.
- L'ermitage Saint-Antoine de Galamus.
- L’église du chapitre de Saint-Paul-de-Fenouillet. L'édifice a été classé au titre des monuments historiques en 1989[56].
- L’église Saints-Pierre-et-Paul de Saint-Paul-de-Fenouillet.
- Le menhir de Peyrolado.
- Le pont de la Fou, d'origine romaine[57].

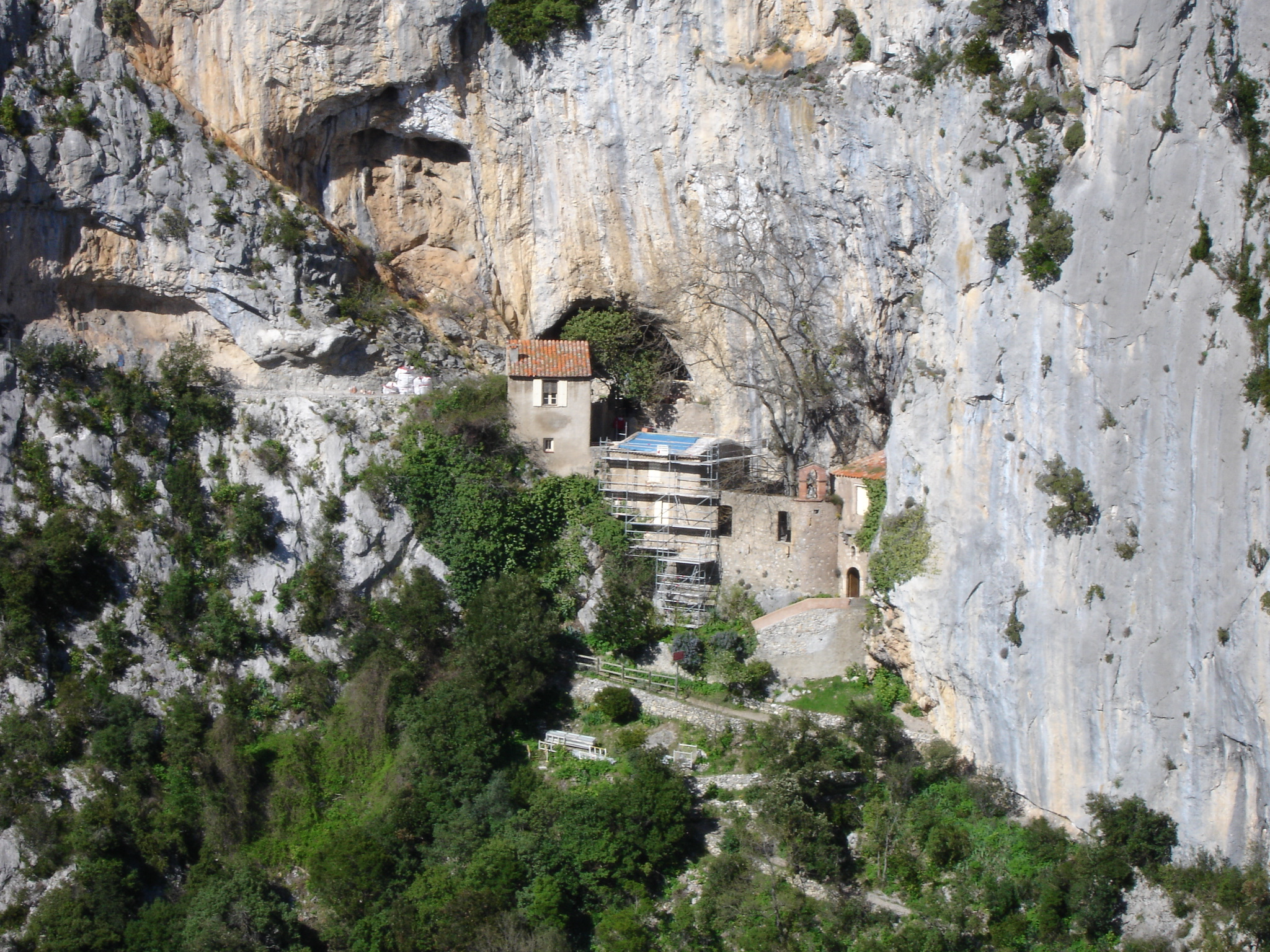
Ermitage Saint-Antoine de Galamus.
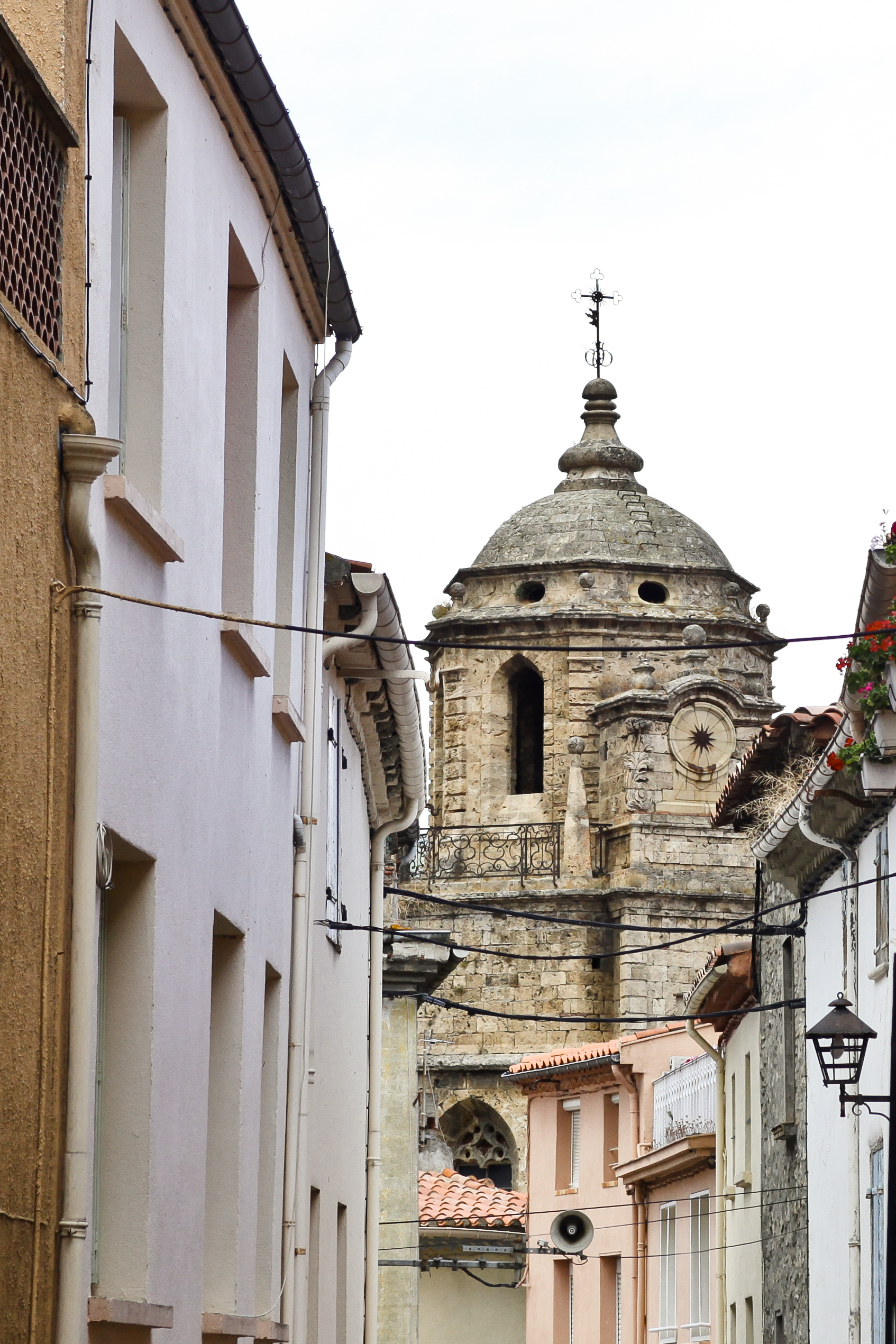
Église Saints-Pierre-et-Paul.
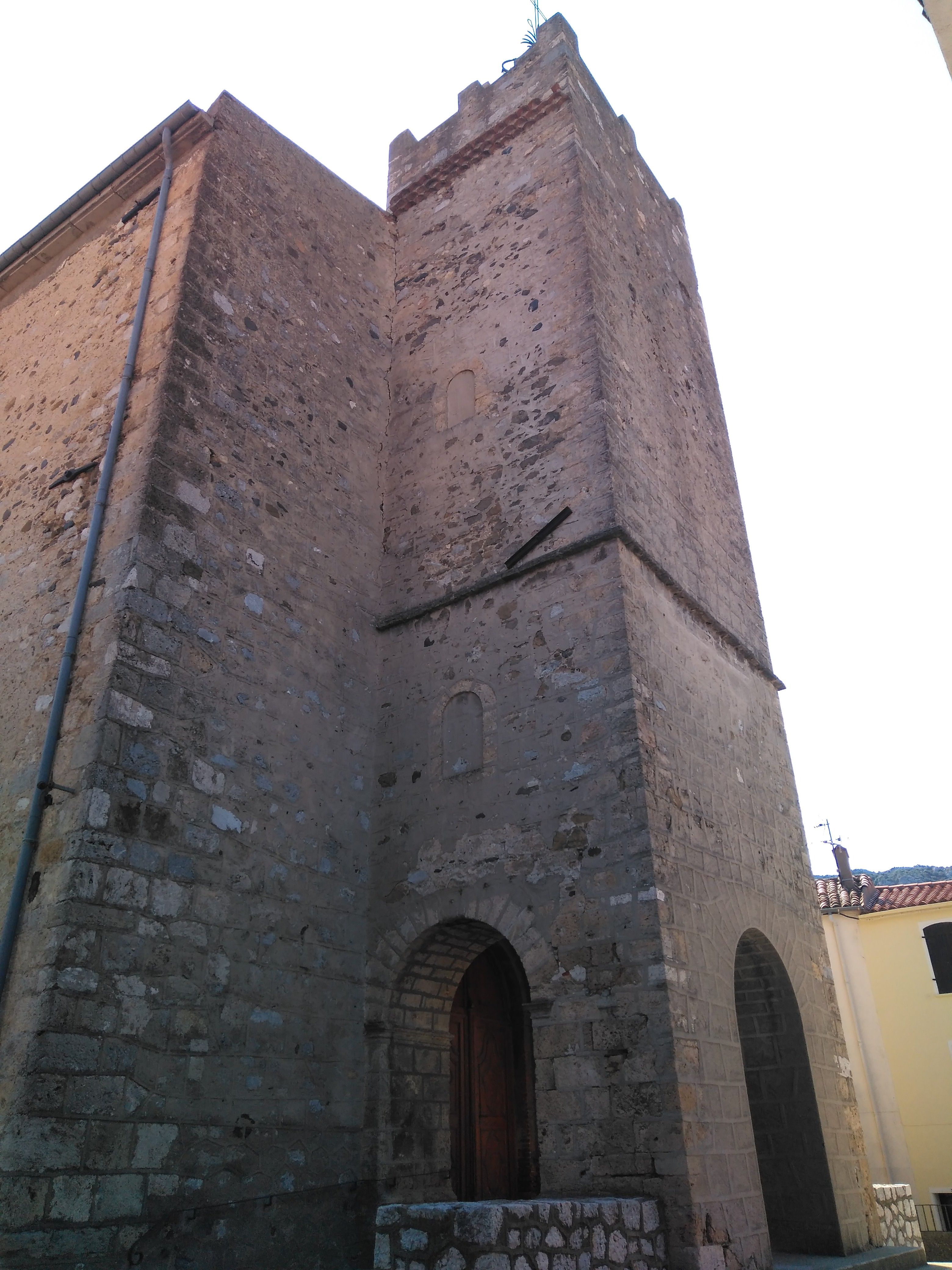
L'église Saints-Pierre-et-Paul.
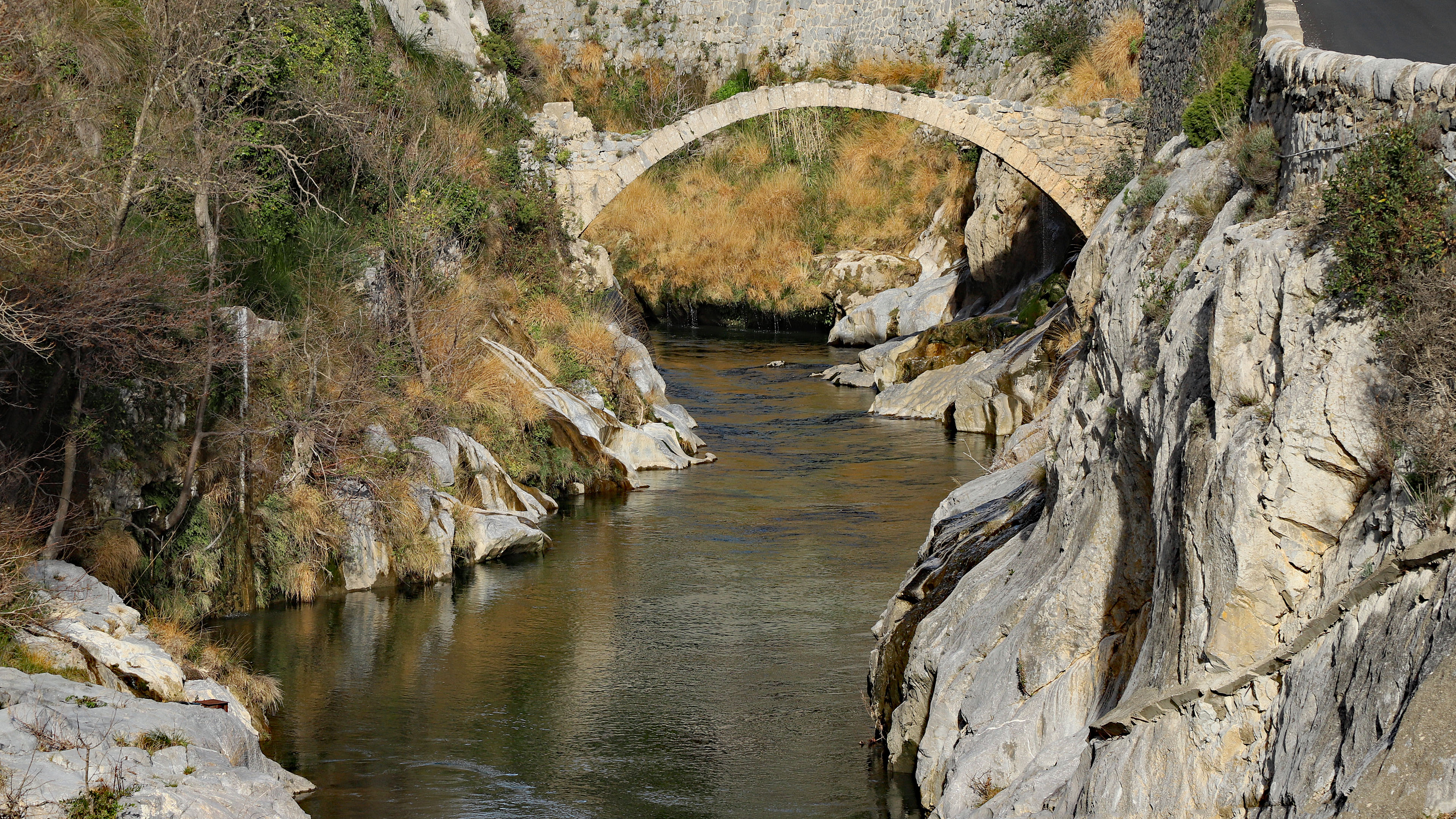
Le pont de la Fou.
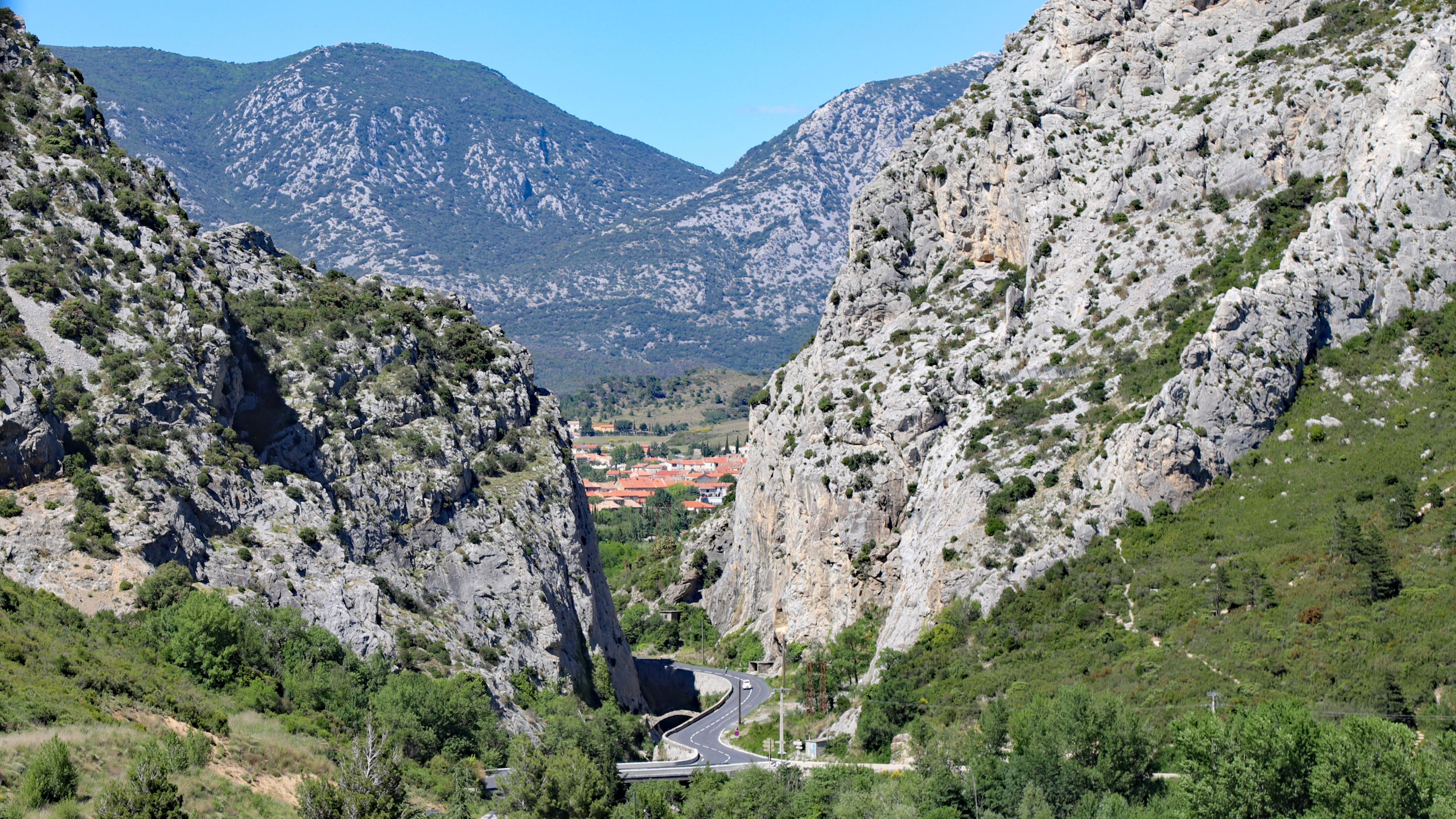
Le pont est en bas, au centre de la clue.

### Gastronomie
La spécialité Saint-Paulaise est le croquant. Il s'agit d'un biscuit sec généralement accompagné d'une amande. Il peut également être agrémenté de chocolat ou de noisettes.

### Patrimoine environnemental
- Les Gorges de Galamus

### Personnalités liées à la commune
- Nicolas Pavillon (1597-1677) : évêque d'Alet-les-Bains ;
- Louis Abram (1860-1945) : industriel né à Saint-Paul-de-Fenouillet ;
- Henry Abram (1895-1977) : industriel né à Saint-Paul-de-Fenouillet ;
- Pierre Estève (1939-2025) : ancien député, né à Saint-Paul-de-Fenouillet ;
- Renada-Laura Portet (1927-2021), écrivaine née à Saint-Paul-de-Fenouillet ;
- Geneviève Gavignaud-Fontaine (1947-) : historienne, née à Saint-Paul-de-Fenouillet.

### Culture populaire
- La Neuvième Porte, film de Roman Polanski sorti en 1999, avec Johnny Depp, a en partie été tourné à Saint-Paul-de-Fenouillet.

### Héraldique
| Blason de Saint-Paul-de-Fenouillet | Blason  | De gueules à une épée d'argent garnie d'or, la pointe en bas. |
| Blason de Saint-Paul-de-Fenouillet | Détails | Le statut officiel du blason reste à déterminer.              |